# Wolfgang Neugebauer (Künstler)

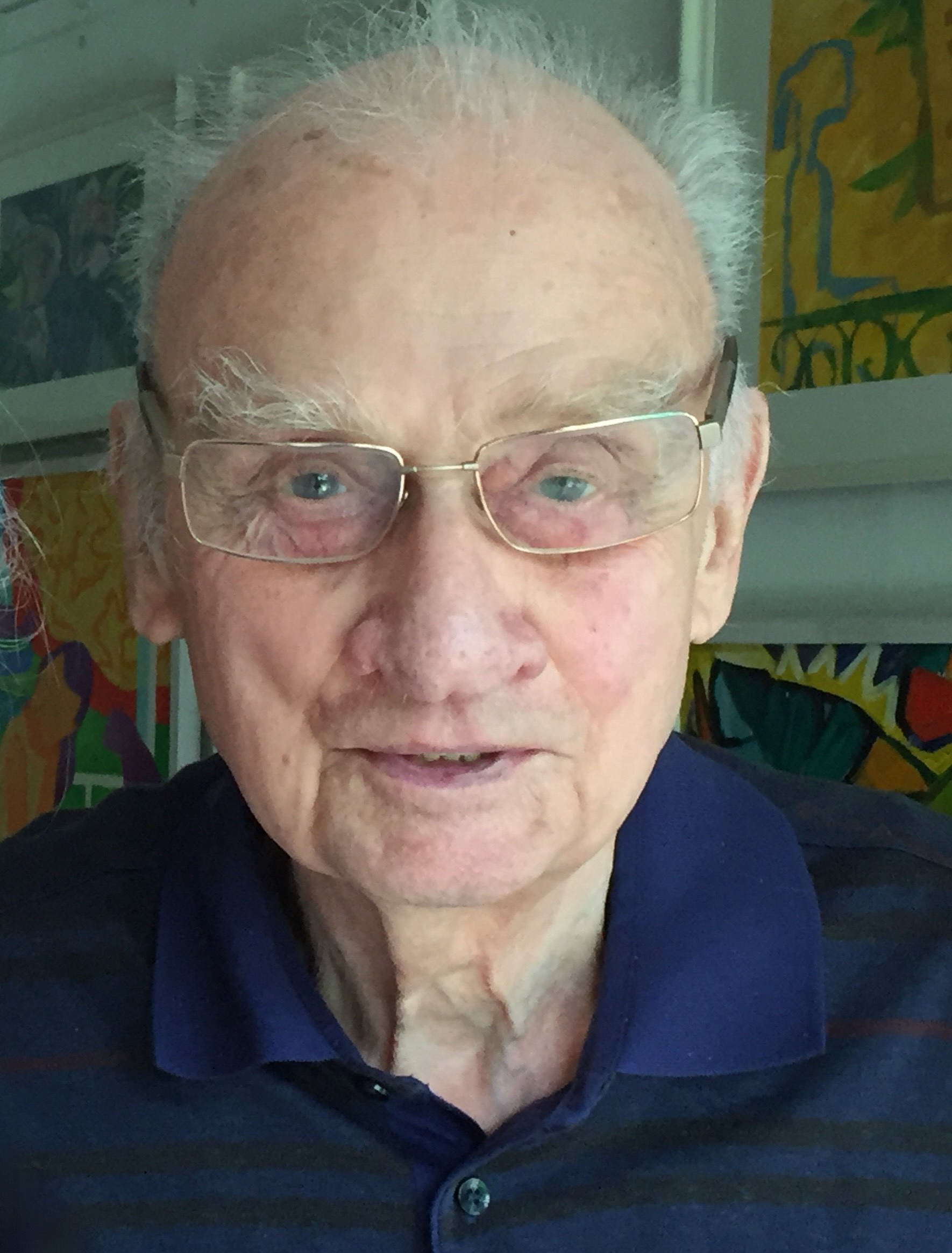
Wolfgang Neugebauer

Wolfgang Karl Heinz Neugebauer (* 22. Januar 1928 in Schweidnitz, Niederschlesien; † 25. Februar 2020 in Weiden) war ein deutscher Maler. Er lebte in Weiden in der Oberpfalz.

## Leben und Werk
Neugebauer machte 1948 in München Abitur und absolvierte danach bis 1951 ein Studium der Gebrauchsgraphik an der Rabenbauer Schule München. Von 1951 bis 1955 studierte er an der Akademie der Bildenden Künste München bei Anton Marxmüller Malerei und Graphik.

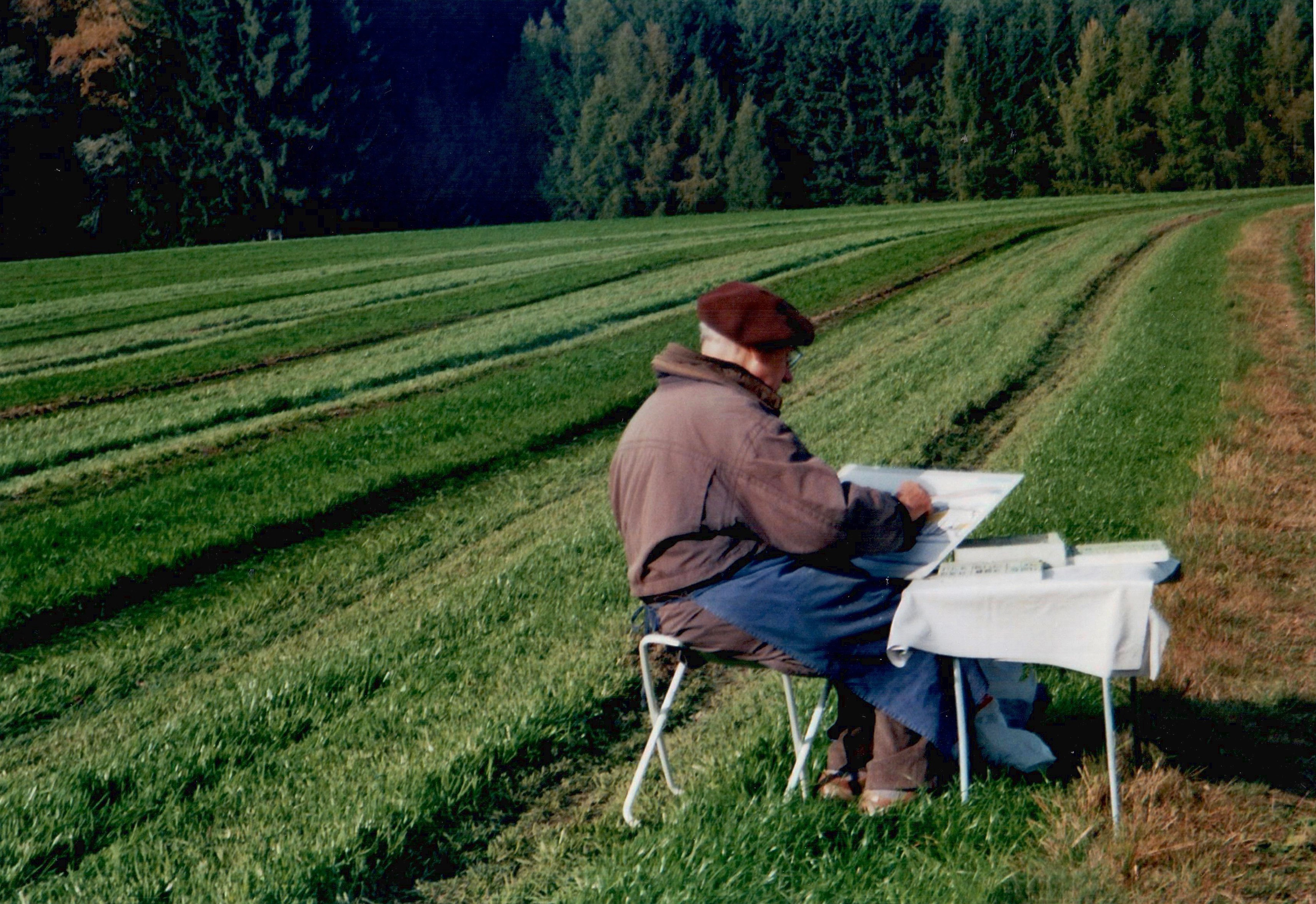
Wolfgang Neugebauer beim Malen in der Natur

Neugebauers persönliche Auffassung gegenüber dem Gegenständlichen ist im weitesten Sinne dem expressiven Realismus zuzuordnen mit Tendenzen zur Sachlichkeit und symbolhaften Vereinfachung. Seine Landschaften in Öl, Acryl und Pastell sind auf Reisen und in der Oberpfalz entstanden. Besonders die nördliche Oberpfalz hat er – niemals im Atelier, sondern immer vor Ort – in all ihren Facetten dargestellt, so dass eine umfassende Gesamtschau der modernen oberpfälzischen Landschaft entstand.
Ein Schwerpunkt der graphischen Arbeiten in der Technik der Monotypie, die in ihrer Vielfalt von 1957 bis 1981 im Haus der Kunst gezeigt wurde, sind figürliche Themen.
Für die 2007 fertiggestellte neue Max-Reger-Gedächtnisorgel in St. Michael, der Weidener Kirche, in der Max Regers große Orgelwerke uraufgeführt wurden, schuf Wolfgang Neugebauer den Dekor am Prospekt. Hier kam es darauf an, die moderne Orgel mit der barocken Ausstattung der Kirche harmonisch zu verbinden.

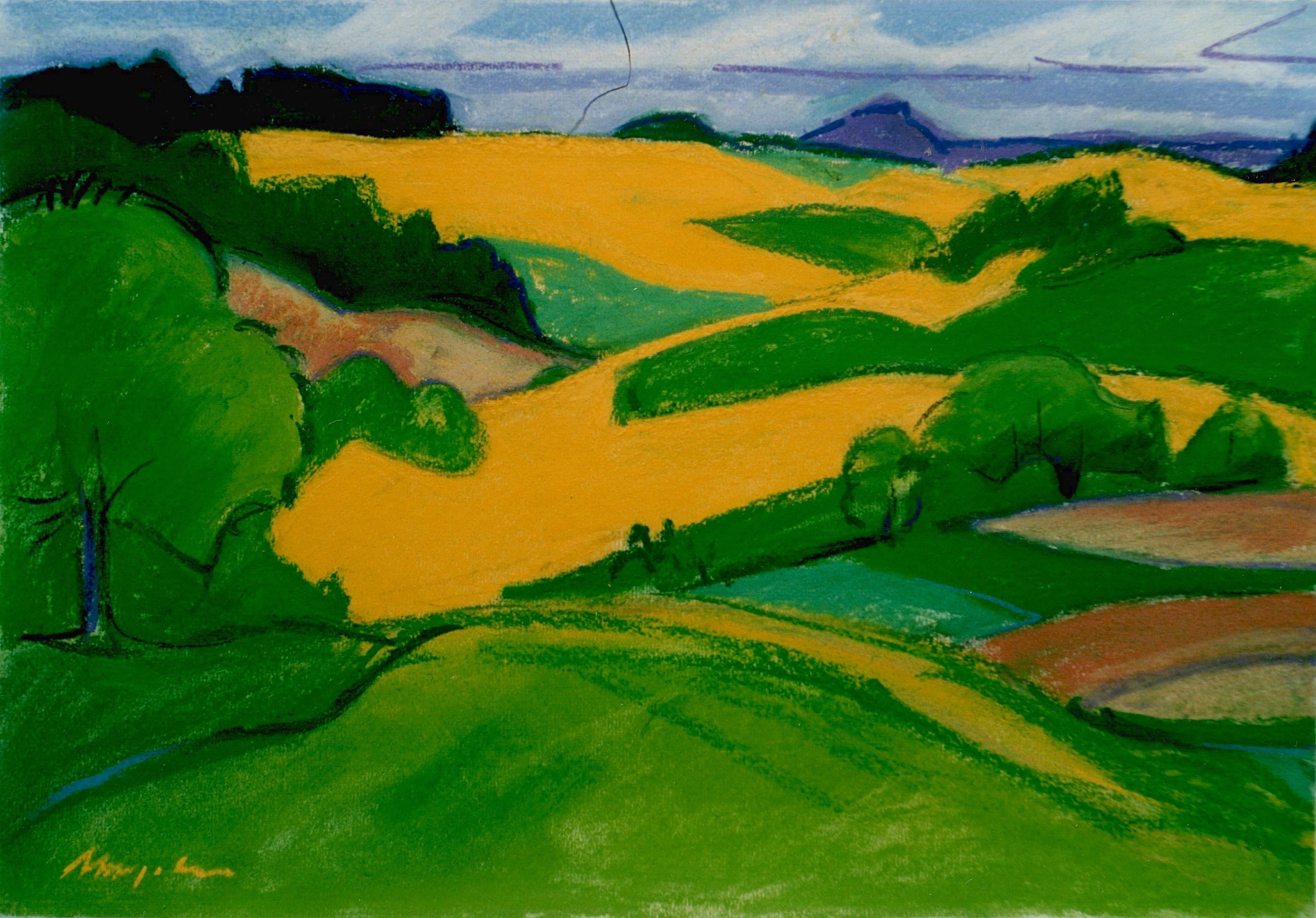
Rapsfelder zwischen Floß und Kalmreuth
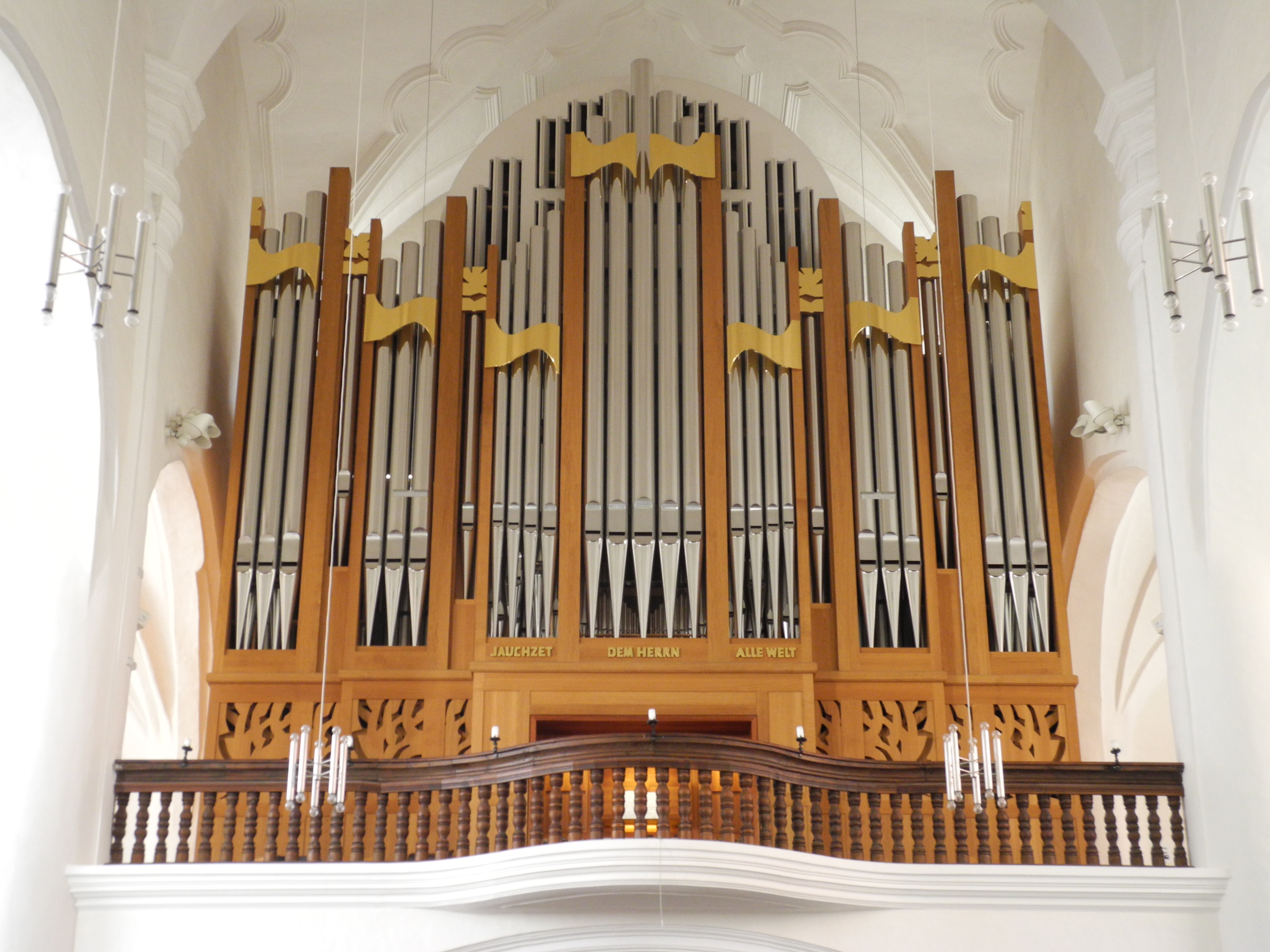
Weiden St.Michael: Dekor am  Orgelprospekt
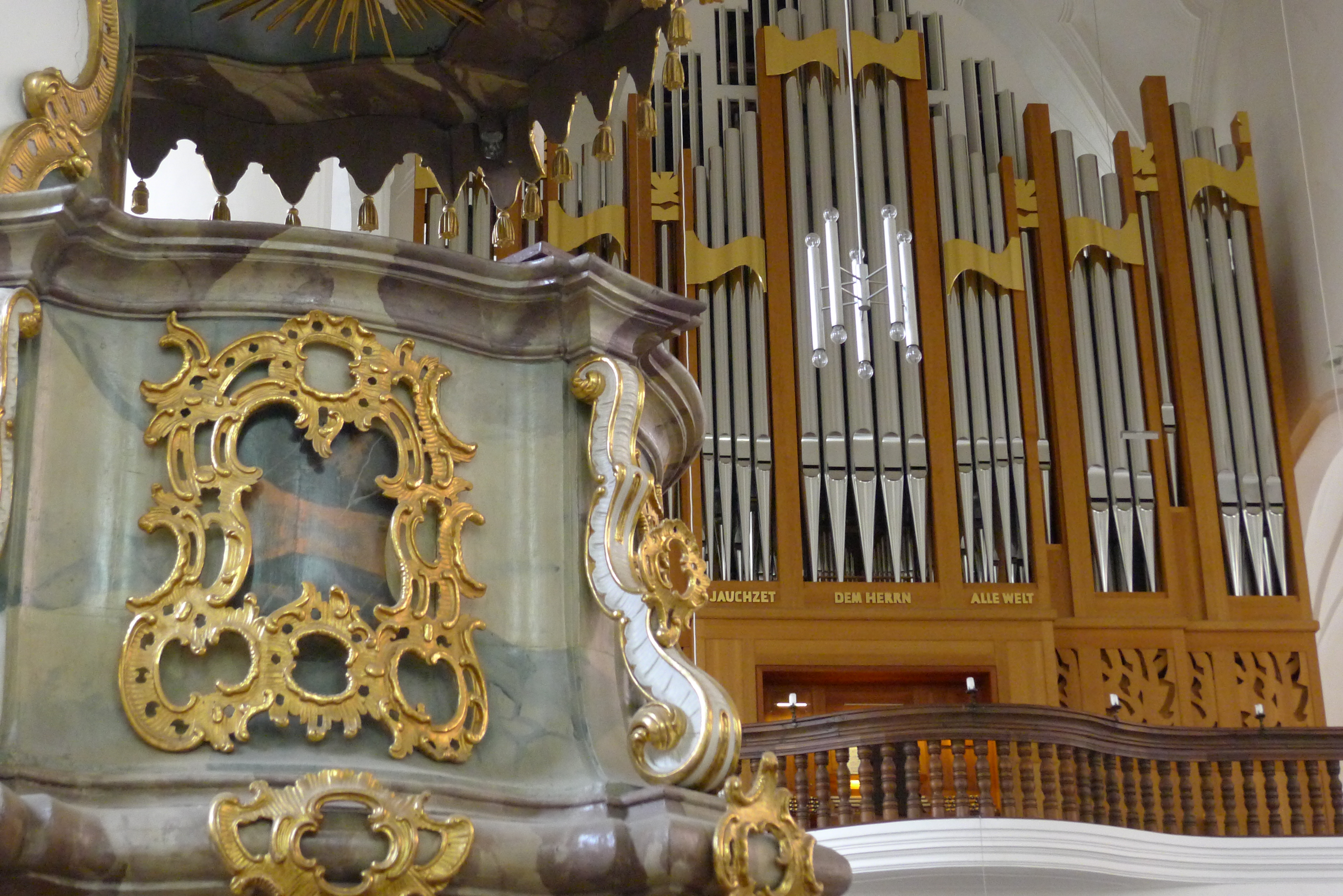
Barocke Kirche und moderne Orgel

## Gruppenausstellungen
- 1957 Große Kunstausstellung München, Haus der Kunst[7]
- 1958 München 1869–1958 – Aufbruch zur modernen Kunst, Haus der Kunst[8]
- 1960 Große Kunstausstellung München, Haus der Kunst[9]
- 1965 bis 1973 Große Kunstausstellung München, Haus der Kunst[10][11][12][13][14][15][16][17][18]
- 1975 bis 1982 Große Kunstausstellung München, Haus der Kunst[19][20][21][22][23][24][25]

## Einzelausstellungen
- 2005 Graphik – Malerei, Weiden, Max-Reger-Halle, 12.–27. Februar
- 2009 Graphik – Malerei, Weiden, Max-Reger-Halle, 18. April – 3. Mai
- 2024 Grafik – Malerei, Nabburg, Schmidt-Haus, 16. Oktober 2024 bis 26. Januar 2025[26]